# Waldemar Christopher Brøgger

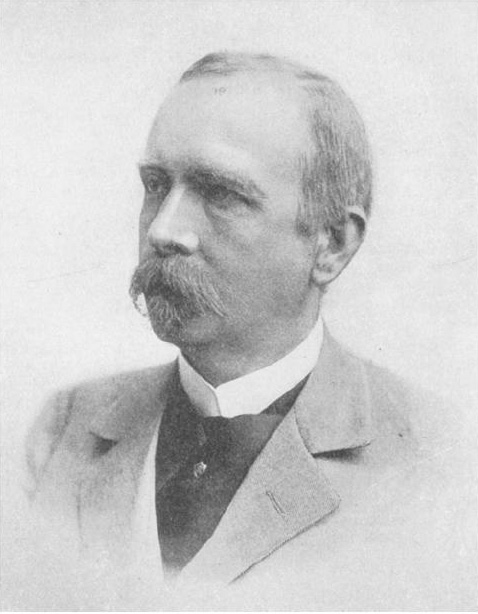
Waldemar Christopher Brøgger

Waldemar Christopher Brøgger (Kristiania, 10 november 1851 - Oslo, 17 februari 1940) was een Noorse geoloog. Brøgger is bekend om zijn onderzoek naar contactmetamorfose en magma differentiatie. Hij was de eerste rector magnificus van de Universiteit van Oslo en grondlegger van het geologisch onderzoek daar. Ook was hij oprichter van het Geologisch Museum van Oslo.
Vanaf 1881 tot 1890 was Brøgger hoogleraar in mineralogie en geologie aan de Universiteit van Stockholm. In die tijd deed hij nauwkeurig onderzoek naar de stratigrafie van het Cambrium en Siluur in de regio rond Oslo, waarvoor hij vooral mollusken als gidsfossiel gebruikte. Toen in die stad een eigen universiteit werd opgericht werd hij de eerste rector magnificus. In Oslo stichtte hij zijn eigen school, waar onder andere Victor Goldschmidt en Pentii Eskola zijn leerlingen waren.
Later ging Brøgger zich meer toeleggen op metamorfose en intrusieve gesteenten. Hij deed onderzoek naar magma differentiatie, en hoe dit tijdens stollingsprocessen kan leiden tot de verschillende stollingsgesteenten die in het veld gevonden worden. In die tijd was nog niet duidelijk hoe gesteenten als syeniet en graniet ten opzichte van basalt vormden. Hij deed ook onderzoek buiten Noorwegen: zo ging hij naar Corsica en Tirol om de daar voorkomende gesteenten te vergelijken met die in Noorwegen.
Ook onderzocht hij de postglaciale opheffing in de regio rond Oslo.
Brøgger ontving eredoctoraten van de universiteiten van Glasgow en Heidelberg. Hij won de Wollaston medaille in 1911 en de Murchison prijs in 1891.
- Bibsys: 90328729
- Bibliothèque nationale de France: cb13558926k (data)
- Stuttgart Database of Scientific Illustrators 1450–1950: 455
- Gemeinsame Normdatei: 116560916
- International Standard Name Identifier: 0000 0001 1025 6702
- KulturNav: 0d2f42fd-1bd6-44ff-b105-de220b8add30
- Library of Congress Control Number: n00043756
- Nationale Bibliotheek van Tsjechië: mub2018990135
- Nationale Bibliotheek van Israël: 987007303110605171
- Nederlandse Thesaurus van Auteursnamen: 177057424
- Réseau des bibliothèques de Suisse occidentale: 02-A027566788
- LIBRIS: 262041
- SNAC: w6r002gr
- Système universitaire de documentation: 052502082
- Virtual International Authority File: 42592127
- WorldCat: E39PBJpyqHkYvXB78fjfxVHDMP